# Marit Ishol Skogan
Marit Ishol Skogan (7 luglio 1998) è una biatleta norvegese.

## Biografia
Marit Ishol Skogan, attiva dalla stagione 2016-2017, in Coppa del Mondo ha esordito 26 novembre 2023 a Östersund in individuale (10ª) e il 10 dicembre dello stesso anno ha ottenuto a Hochfilzen in staffetta la prima vittoria, nonché primo podio; ai Mondiali di Nové Město na Moravě 2024, sua prima presenza iridata, si è classificata 68ª nell'individuale. Non ha preso parte a rassegne olimpiche.

## Palmarès

### Coppa del Mondo
- Miglior piazzamento in classifica generale: 30ª nel 2024
- 3 podi (1 individuale, 2 a squadre):
  - 1 vittoria (a squadre)
  - 1 secondo posto (a squadre)
  - 1 terzo posto (individuale)

#### Coppa del Mondo - vittorie
| Data             | Località   | Nazione | Specialità                                                                       |
| ---------------- | ---------- | ------- | -------------------------------------------------------------------------------- |
| 10 dicembre 2023 | Hochfilzen | Austria | RL (con Juni Arnekleiv, Karoline Offigstad Knotten e Ingrid Landmark Tandrevold) |

Legenda:

RL = staffetta